# Anania gobini
Anania gobini là một loài bướm đêm trong họ Crambidae. Loài được Maes mô tả vào năm 2005. Chúng được tìm thấy ở Nam Phi và Swaziland.